# Liebenwalde
Liebenwalde är en småstad i östra Tyskland, belägen i Landkreis Oberhavel i förbundslandet Brandenburg, omkring 40 km norr om Berlin.  Staden fick sina nuvarande administrativa gränser genom en kommunsammanslagning år 2003 av kommunerna Freienhagen, Hammer, Liebenthal, Neuholland och Stadt Liebenwalde.

## Geografi

### Administrativ indelning
Följande orter utgör sedan 2003 kommundelar inom Liebenwaldes stadskommun:
- Freienhagen
- Hammer
- Kreuzbruch
- Liebenthal
- Liebenwaldes stadskärna
- Neuholland